# Stahlbau Hilgers

Jacob Hilgers

Aktie über 100 RM der Hilgers AG vom Juli 1935

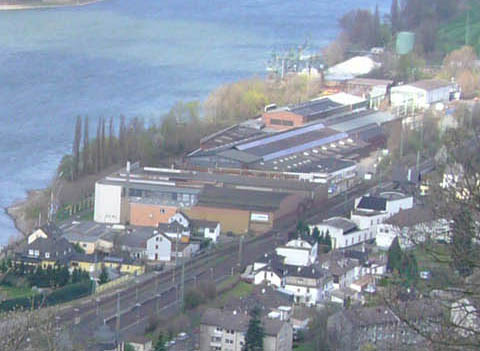
Werksgelände der Hilgers AG

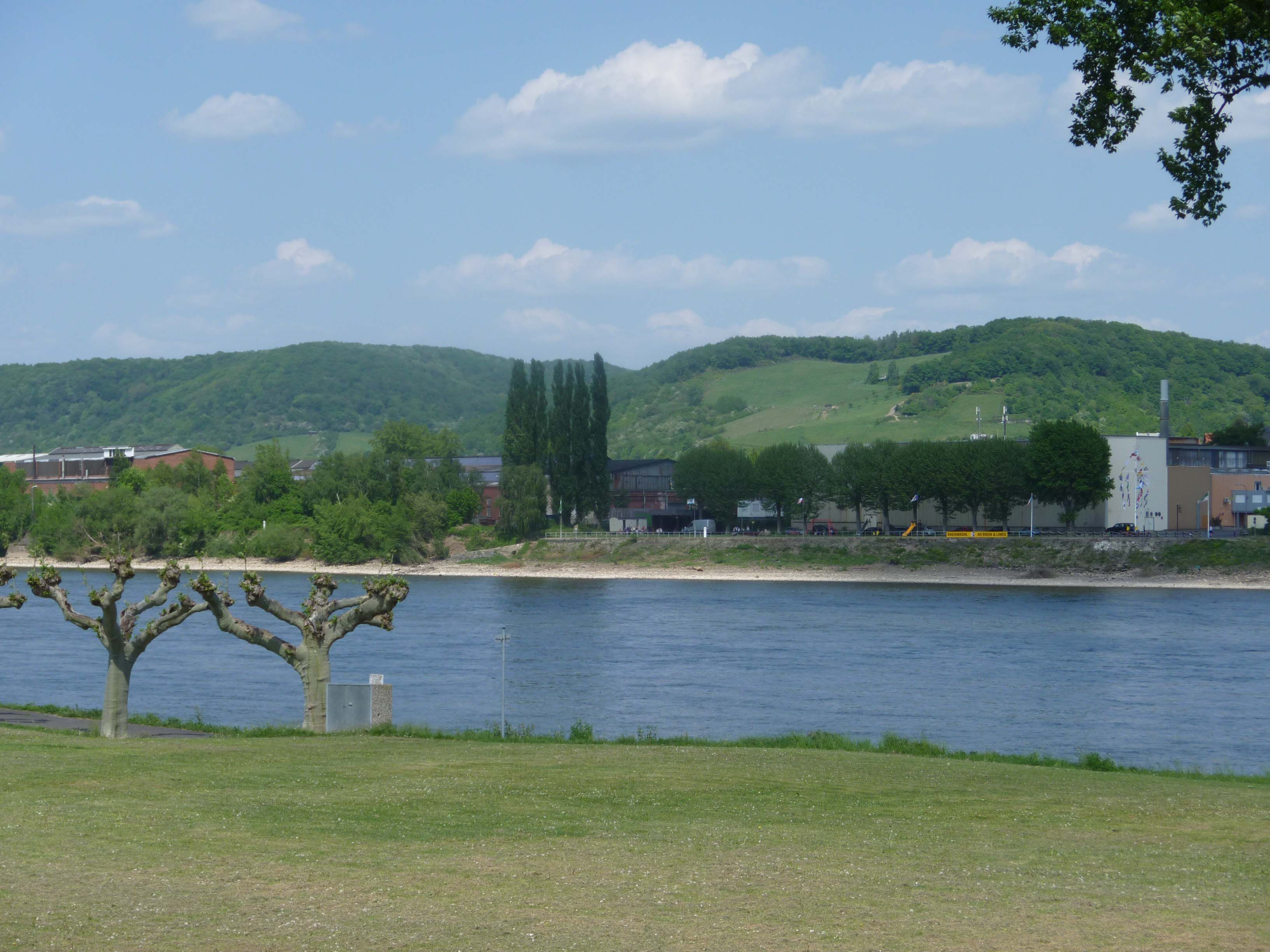
Blick auf das ehemalige Werksgelände

Bahnhofsgebäude von Hilgers

Bahnhofshalle Elberfeld von Hilgers

Das Unternehmen Hilgers in Rheinbrohl entstand aus der von Jacob Hilgers (* 3. Oktober 1834 in Solingen; † 19. November 1880 in Rheinbrohl) gegründeten Schlosserei in Lennep.

## Geschichte
In den ersten Jahren fertigte Jacob Hilgers neben den Türschließern auch hauswirtschaftliche Geräte in seiner Schlosserei in Lennep. Während einer Rheinreise entdeckte er in Rheinbrohl das zum Verkauf stehende Klostergut Die Maas und erwarb es am 20. Februar 1867. Zwei Jahre später ließ er den ersten Neubau errichten und eröffnete die erste Verzinkerei in Deutschland. Nach dem Krieg 1870/71 wurde die Verzinkerei vergrößert und es wurden verzinkte Flach- und Wellbleche produziert. Die dafür erforderlichen Maschinen konstruierte Hilgers selbst. Wellblech wurde damals vielseitig als Konstruktionselement verwendet. So wurden die Bahnhöfe von Metz, Magdeburg und die größte Halle Europas, der Anhalter Bahnhof Berlin, mit Wellblech eingedeckt.
Ab 1873 wurden Pionierpontons und zerlegbare Wellblechhütten für das Militär hergestellt. Daraus wurden später Jagdhütten, Bahnwärterhäuschen, Fabrikationshallen und öffentliche Toiletten entwickelt.
Nach dem Tod von Jacob Hilgers 1880 führte die Witwe das Unternehmen weiter und versuchte zu expandieren. Am 6. August 1888 wurde nach Verhandlungen mit dem Bankhaus Oppenheim die Aktiengesellschaft für Verzinkerei und Eisenkonstruktion, vormals Jakob Hilgers, Rheinbrohl gegründet. 1898 beteiligte sich Hilgers an der russischen Firma Karl Bechthold in Jekaterinoslaw, von der man sich aber 1904 wegen anhaltender Verluste wieder trennte.
1906 wurde auf dem Gelände der Hilgers AG eine 5200 m² große Halle errichtet und der Maschinenpark modernisiert. Durch den 1905 erfolgten Gleisanschluss konnten die Konstruktionsteile direkt auf die Eisenbahn verladen werden. Bis 1910 wurden bereits Fabrikhallen in Mannheim, Stuttgart, Darmstadt, Köln, Amsterdam und Straßburg gebaut. Auf dem Flughafen Schiphol wurde eine Flugzeughalle für Fokker errichtet.
1921 wurde das Stanz- und Emalierwerk Moguntia in Mainz-Kostheim übernommen jedoch im folgenden Jahr wieder verkauft. Am 19. Mai 1927 erfolgte die Umbenennung in Hilgers Aktiengesellschaft.
Während der Weltwirtschaftskrise ab 1929 führte man bei Hilgers das sogenannte Grümper-System ein. Das bedeutete, dass die Arbeiter jeweils drei Monate arbeiteten und drei Monate arbeitslos gemeldet wurden, das Büropersonal arbeitete nur noch vier Stunden täglich bei halbem Gehalt. Ab 1934 verbesserte sich die Auftragslage wieder und das Werk wurde weiter ausgebaut. 1939 betrug der Exportanteil 20 Prozent vom Gesamtumsatz. In den Kriegsjahren 1939 bis 1945 herrschte trotz kriegsbedingter Erschwernisse Vollbeschäftigung, im Dezember 1941 hatte die Firma 1274 Beschäftigte. Am 19. März 1945 besetzten amerikanische Truppen den Betrieb.
Bereits in der zweiten Jahreshälfte 1945 wurde die Arbeit wieder aufgenommen und zerstörte Stahlbrücken repariert sowie versenkte Schiffe im Rhein gehoben und wieder instand gesetzt.

## Eisenhoch- und Brückenbau
Seit den 1890er Jahren wurde die Abteilung Brückenbau aufgebaut. Die erste größere Brücke war die Kothener Brücke bei Elberfeld über die Wupper. Mit dem Ausbau des deutschen Eisenbahnnetzes stieg auch die Zahl der von Hilgers gebauten Eisenbahnbrücken. Durch die 1911 erfolgte Übernahme der Neuwieder Firma Actiengesellschaft für Brückenbau, Tiefbau und Eisenkonstruktion wurde die Brückenbauabteilung weiter ausgebaut und die ersten Brücken in Südamerika und in Indochina errichtet. Allein in Indochina wurden über 100 Brücken gebaut, in Südamerika über 50.
Ein weiterer Betriebszweig war die Abteilung Kranbau, die hauptsächlich Baukräne und Hallenkräne produzierte. Mit der Einführung der Spannbetonbauweise für Brücken wurden bei Hilgers auch Vorschubgerüste für viele Brücken gebaut.
In der Abteilung Mastbau wurden Masten für Hochspannungsleitungen aus Stahl und Aluminium sowie Sendemasten gebaut.
Im Juni 1978 wurde das Werk Neuwied geschlossen, 1985 wurde der Werftbetrieb eingestellt. Ein Jahr nach dem 125-jährigen Unternehmensjubiläum 1992 wurde die DSD Dillinger Stahlbau GmbH Hauptaktionär der Hilgers AG. Zum 1. April 1994 wurde die Verzinkerei an die Firma Wiegels verkauft. 2003 erfolgte der Zusammenschluss der Hilgers AG und der DSD zur DSD Stahlbau GmbH, Niederlassung Hilgers AG, und 2004 wurde die DSD Hilgers Stahlbau gegründet. Der Standort Rheinbrohl wurde beibehalten.

## Ehrung
Jacob Hilgers' Name lebt in der Rheinbrohler Hilgersstraße weiter.